# Royal Radar Establishment
Das Royal Radar Establishment (deutsch: Königliche Radareinrichtung) war eine britische Radarforschungsanstalt.
Der Name wurde dem vormaligen Radar Research Establishment nach einem Besuch der britischen Königin Elisabeth II. im Jahr 1957 verliehen. Die Abkürzung RRE konnte dabei beibehalten werden. Die Anstalt wurde 1953 unter ihrem ursprünglichen Namen aus dem Telecommunications Research Establishment (TRE) und dem Radar Research and Development Establishment (RRDE) gebildet. Beide Institutionen arbeiteten an luft- und landgestützten Radarsystemen.
Das RRE befand sich in Malvern, Worcestershire, wo sich das TRE und das RRDE an verschiedenen Orten befanden. Die ursprüngliche Arbeit des TRE und des RRDE an Radar, Festkörperphysik und Elektronik, sowie Hardware und Software wurde in der nun verbundenen Einrichtung weitergeführt. Dazu kamen später Arbeiten an der Kryotechnik und anderer Bereiche. Im Militärbereich wurde an Infrarot-Zielerkennung für Lenkflugkörper und Wärmeerkennungsgeräten gearbeitet.
Von seiner Gründung bis 1959 unterstand das RRE dem britischen Beschaffungsministerium, anschließend dem Luftfahrtministerium. Als dieses 1967 aufgelöst wurde, übernahm das Technikministerium die Leitung, 1970 das Ministerium für Luftfahrtbeschaffung und 1971 das Verteidigungsministerium. Im Jahr 1976 wurde das RRE aufgelöst. Einige Aufgaben übernahm das Royal Aircraft Establishment, andere das neugegründete Royal Signals and Radar Establishment.